# Scleria robusta
Scleria robusta är en halvgräsart som beskrevs av Camelb. och Paul Goetghebeur. Scleria robusta ingår i släktet Scleria och familjen halvgräs. Inga underarter finns listade i Catalogue of Life.